# Adolfov
Adolfov (deutsch Adolfsgrün) ist ein Ortsteil der Gemeinde Telnice im Okres Ústí nad Labem (Aussig), Tschechien.

## Geografische Lage
Adolfov ist ein Dorf im Norden der Tschechischen Republik.
Die kleine Ortschaft liegt in einer Höhe von 750 m ü. NN im östlichen Erzgebirge und grenzt an die Wüstungen Větrov (Streckenwald) und Habartice sowie an Telnice und mit der deutsch-tschechischen Grenze an Fürstenwalde.

## Geschichte
1833 gilt als Gründungsjahr des Ortes. Sein Gründer war Graf Adolf von Ledebur auf Tellnitz, dem der Grund und Boden gehörte, auf dem der Ort angelegt worden ist. Nach 1900 entwickelte sich der Ort zu einer beliebten Sommerfrische und einem Wintersportort, der einst eine eigene Sprungschanze besaß (in den 1970er Jahren abgerissen) und noch heute über Abfahrtsstrecken mit mehreren Skiliften verfügt.
Hier lebten 1939 30 Einwohner in 9 Häusern. Gaststätten namens „Zur Stadt Dresden“ und „Zechbergbaude“ auch „Fichtelschänke“ genannt gab es, beide gehörten zu Scheithauers Gaststätten. Auch ein Hotel „Berghof Waldesruh“ war vorhanden. Damals gehörte dieses Dorf als Ortsteil zu Streckenwald.
Von 1938/39 bis 1945 war Adolfsgrün ein Ortsteil von Streckenwald im Reichsgau Sudetenland und lag im Landkreis Aussig, Regierungsbezirk Aussig. Im Ort lebten im Jahre 1940 44 Einwohner.
Die heute noch vorhandenen Häuser werden hauptsächlich als Wochenendhäuser genutzt. Bis 2013 gehörte Adolfov zur Gemeinde Petrovice.

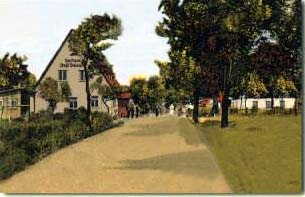
Gasthof Stadt Dresden um 1915

## Tourismus
Durch den Ort führen der heute als Europäischer Fernwanderweg E3 markierte Kammweg und die Krušnohorská lyžařská magistrála (deutsch: Erzgebirgische Skimagistrale), ein Skifernwanderweg.
Im Ort befindet sich das Berghotel „Adolfovský dvůr“, Ausgangspunkt mehrerer gespurter Rundloipen auf dem Kamm des Erzgebirges.